# Helga i Flora
Helga i Flora (tytuł oryginalny: Helga y Flora) – chilijski serial telewizyjny emitowany od 25 kwietnia 2020 do 27 czerwca 2020 przez stację Canal 13.